# Campoplex ferinus
Campoplex ferinus là một loài tò vò trong họ Ichneumonidae.